# Graptopsaltria
Graptopsaltria é um gênero de cigarras dentro da família Cicadidae.